# 宇城市
宇城市（日语：／ Uki shi */?）是位于日本熊本縣中部宇土半島西側、南側及內陸部分的城市。

## 人口
| 宇城市人口分布圖 |                                               |  |
| 宇城市與日本全國年齡別人口分布比較圖 （2005年資料） | 宇城市的年齡、男女別人口分布圖 （2005年資料） |  |
| ■紫色是宇城市 ■綠色是全国 | ■藍色是男性 ■紅色是女性                       |  |
| 宇城市人口變化 \| 1970年 \| 61,766人 \| \| \| 1975年 \| 61,448人 \| \| \| 1980年 \| 62,412人 \| \| \| 1985年 \| 63,662人 \| \| \| 1990年 \| 63,401人 \| \| \| 1995年 \| 64,008人 \| \| \| 2000年 \| 63,968人 \| \| \| 2005年 \| 63,089人 \| \| \| 2010年 \| 61,878人 \| \| \| 2015年 \| 59,766人 \| \| \| 2020年 \| 57,032人 \| \| |                                               |  |
| 資料來源：日本總務省統計中心提供之人口普查數據 |                                               |  |
| 1970年 | 61,766人                                      |  |
| 1975年 | 61,448人                                      |  |
| 1980年 | 62,412人                                      |  |
| 1985年 | 63,662人                                      |  |
| 1990年 | 63,401人                                      |  |
| 1995年 | 64,008人                                      |  |
| 2000年 | 63,968人                                      |  |
| 2005年 | 63,089人                                      |  |
| 2010年 | 61,878人                                      |  |
| 2015年 | 59,766人                                      |  |
| 2020年 | 57,032人                                      |  |

## 歷史

### 年表
- 1889年4月1日：實施町村制，現在的轄區在當時分屬：
  - 宇土郡：大田尾村、三角村、波多村、中村、郡浦村、戶馳村、大岳村、長崎村、不知火村、高良村、松合村
  - 下益城郡：松橋町、當尾村、豐福村、豐川村、小川町、河江村、小野部田村、海東村、豐野村
- 1899年3月30日：
  - 大田尾村、三角村、波多村合併為三角村。
  - 長崎村、不知火村、高良村合併為不知火村。
- 1899年4月1日：中村被併入郡浦村。
- 1902年9月26日：三角村改制為三角町。
- 1916年5月1日：松合村改制為松合町。
- 1954年10月1日：不知火村的大字伊無田地區被併入宇土市。
- 1954年12月1日：當尾村、豐福村、豐川村被併入松橋町。
- 1955年2月1日：三角町、郡浦村、戶馳村、大岳村合併為新設置的三角町。
- 1955年4月1日：河江村和小野部田村合併為益南村。
- 1956年9月30日：不知火村和松合町合併為不知火町。
- 1958年3月31日：小川町、益南村、海東村合併為新設置的小川町。
- 2000年7月1日：豐野村改制為豐野町。
- 2005年1月15日：三角町、不知火町、松橋町、小川町和豐野町合併為宇城市。[2]

### 變遷表
| 1889年以前 | 1889年4月1日 | 1889年 - 1900年        | 1900年 - 1944年        | 1945年 - 1954年        | 1955年 - 1988年        | 1955年 - 1988年        | 1989年 - 現在          | 1989年 - 現在              | 現在                       |
| ---------- | ------------ | ---------------------- | ---------------------- | ---------------------- | ---------------------- | ---------------------- | ---------------------- | -------------------------- | -------------------------- |
|            | 三角浦村     | 1899年3月30日 三角村   | 1902年9月26日 三角町   | 1902年9月26日 三角町   | 1955年2月1日 三角町    | 1955年2月1日 三角町    | 1955年2月1日 三角町    | 2005年1月15日 合併為宇城市 | 2005年1月15日 合併為宇城市 |
|            | 大田尾村     | 1899年3月30日 三角村   | 1902年9月26日 三角町   | 1902年9月26日 三角町   | 1955年2月1日 三角町    | 1955年2月1日 三角町    | 1955年2月1日 三角町    | 2005年1月15日 合併為宇城市 | 2005年1月15日 合併為宇城市 |
|            | 波多村       | 1899年3月30日 三角村   | 1902年9月26日 三角町   | 1902年9月26日 三角町   | 1955年2月1日 三角町    | 1955年2月1日 三角町    | 1955年2月1日 三角町    | 2005年1月15日 合併為宇城市 | 2005年1月15日 合併為宇城市 |
|            | 戶馳村       |                        |                        |                        | 1955年2月1日 三角町    | 1955年2月1日 三角町    | 1955年2月1日 三角町    | 2005年1月15日 合併為宇城市 | 2005年1月15日 合併為宇城市 |
|            | 大嶽村       |                        |                        |                        | 1955年2月1日 三角町    | 1955年2月1日 三角町    | 1955年2月1日 三角町    | 2005年1月15日 合併為宇城市 | 2005年1月15日 合併為宇城市 |
|            | 郡浦村       | 1899年4月1日 郡浦村    | 1899年4月1日 郡浦村    | 1899年4月1日 郡浦村    | 1955年2月1日 三角町    | 1955年2月1日 三角町    | 1955年2月1日 三角町    | 2005年1月15日 合併為宇城市 | 2005年1月15日 合併為宇城市 |
|            | 中村         | 1899年4月1日 郡浦村    | 1899年4月1日 郡浦村    | 1899年4月1日 郡浦村    | 1955年2月1日 三角町    | 1955年2月1日 三角町    | 1955年2月1日 三角町    | 2005年1月15日 合併為宇城市 | 2005年1月15日 合併為宇城市 |
|            | 松合村       | 松合村                 | 1916年5月1日 松合町    | 1916年5月1日 松合町    | 1956年9月30日 不知火町 | 1956年9月30日 不知火町 | 1956年9月30日 不知火町 | 2005年1月15日 合併為宇城市 | 2005年1月15日 合併為宇城市 |
|            | 不知火村     | 1899年3月30日 不知火村 | 1899年3月30日 不知火村 | 1899年3月30日 不知火村 | 1956年9月30日 不知火町 | 1956年9月30日 不知火町 | 1956年9月30日 不知火町 | 2005年1月15日 合併為宇城市 | 2005年1月15日 合併為宇城市 |
|            | 高良村       | 1899年3月30日 不知火村 | 1899年3月30日 不知火村 | 1899年3月30日 不知火村 | 1956年9月30日 不知火町 | 1956年9月30日 不知火町 | 1956年9月30日 不知火町 | 2005年1月15日 合併為宇城市 | 2005年1月15日 合併為宇城市 |
|            | 長崎村       | 1899年3月30日 不知火村 | 1899年3月30日 不知火村 | 1899年3月30日 不知火村 | 1956年9月30日 不知火町 | 1956年9月30日 不知火町 | 1956年9月30日 不知火町 | 2005年1月15日 合併為宇城市 | 2005年1月15日 合併為宇城市 |
|            | 松橋町       | 松橋町                 | 松橋町                 | 1954年12月1日 松橋町   | 1954年12月1日 松橋町   | 1954年12月1日 松橋町   | 1954年12月1日 松橋町   | 2005年1月15日 合併為宇城市 | 2005年1月15日 合併為宇城市 |
|            | 當尾村       |                        |                        | 1954年12月1日 松橋町   | 1954年12月1日 松橋町   | 1954年12月1日 松橋町   | 1954年12月1日 松橋町   | 2005年1月15日 合併為宇城市 | 2005年1月15日 合併為宇城市 |
|            | 豐福村       |                        |                        | 1954年12月1日 松橋町   | 1954年12月1日 松橋町   | 1954年12月1日 松橋町   | 1954年12月1日 松橋町   | 2005年1月15日 合併為宇城市 | 2005年1月15日 合併為宇城市 |
|            | 豐川村       |                        |                        | 1954年12月1日 松橋町   | 1954年12月1日 松橋町   | 1954年12月1日 松橋町   | 1954年12月1日 松橋町   | 2005年1月15日 合併為宇城市 | 2005年1月15日 合併為宇城市 |
|            | 小川町       | 小川町                 | 小川町                 | 小川町                 | 小川町                 | 1958年3月31日 小川町   | 1958年3月31日 小川町   | 2005年1月15日 合併為宇城市 | 2005年1月15日 合併為宇城市 |
|            | 海東村       |                        |                        |                        |                        | 1958年3月31日 小川町   | 1958年3月31日 小川町   | 2005年1月15日 合併為宇城市 | 2005年1月15日 合併為宇城市 |
|            | 河江村       | 河江村                 | 河江村                 | 河江村                 | 1955年4月1日 益南村    | 1958年3月31日 小川町   | 1958年3月31日 小川町   | 2005年1月15日 合併為宇城市 | 2005年1月15日 合併為宇城市 |
|            | 小野部田村   |                        |                        |                        | 1955年4月1日 益南村    | 1958年3月31日 小川町   | 1958年3月31日 小川町   | 2005年1月15日 合併為宇城市 | 2005年1月15日 合併為宇城市 |
|            | 豐野村       | 豐野村                 | 豐野村                 | 豐野村                 | 豐野村                 | 豐野村                 | 2000年7月1日 豐野町    | 2005年1月15日 合併為宇城市 | 2005年1月15日 合併為宇城市 |

## 交通

### 鐵路
- 九州旅客鐵道
  - 鹿兒島本線：松橋車站 - 小川車站
  - 三角線：石打水庫車站 - 波多浦車站 - 三角車站

### 道路
高速道路
- 九州自動車道：松橋交流道

## 教育
高等學校
- 熊本縣立松橋高等學校（日语：熊本県立松橋高等学校）
- 熊本縣立小川工業高等學校（日语：熊本県立小川工業高等学校）

## 出身著名人
- 澤田一精：前熊本縣知事、前日本參議院議員
- 吉本亮：職業棒球選手
- 井場友和：職業棒球選手
- 今井譲二：前職業棒球選手
- 山森雅文：職業棒球選手
- 三浦真一郎：職業棒球選手
- 落合正幸：職業足球選手
- 田中英雄：職業足球選手
- 卷誠一郎：職業足球選手
- 卷佑樹：職業足球選手
- 濱田照夫：前職業足球選手
- 礒貝洋光：前職業足球選手
- 上村春樹：柔道選手
- 中川善雄：手球選手
- 卷加理奈：手球選手
- 川上優子：前田徑選手
- 式守伊之助 (26代)：大相撲立行司

## 外部連結
- （日語） JA宇城